# Canadair CL-215
Il Canadair CL-215 (ora supportato dalla Bombardier Aerospace) è un aereo anfibio concepito specificamente per la lotta antincendio, con la possibilità di operare efficientemente in regioni densamente boscose; può operare anche su piste semi-preparate nonché (naturalmente) sull'acqua. Negli anni la versione originale antincendio è stata anche trasformata in cargo e trasporto passeggeri in aree ricche di specchi d'acqua.

## Il mezzo

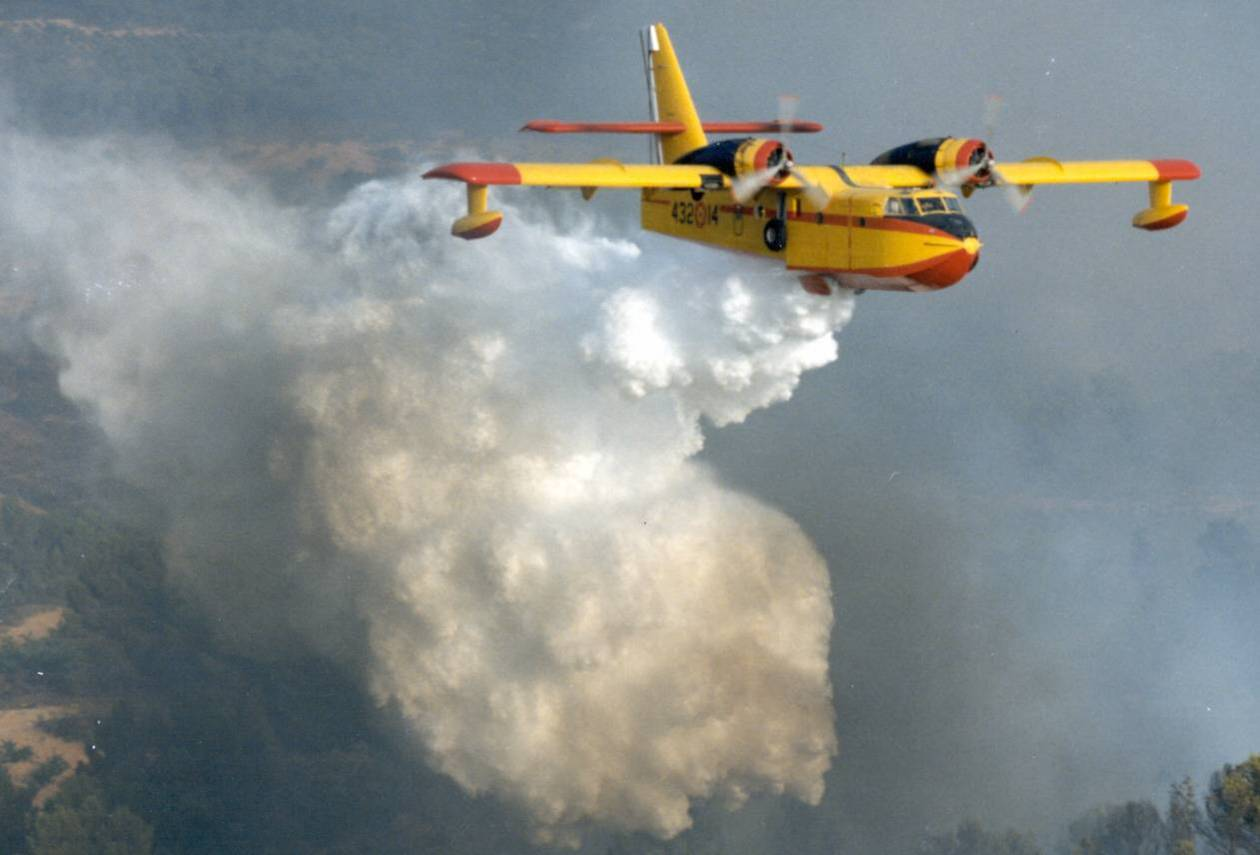
Un Canadair spagnolo del 43º gruppo in azione

Il primo volo è stato compiuto il 23 ottobre 1967 e la sua prima consegna operativa è stata verso l'agenzia francese di protezione civile nel giugno 1969, mentre le ultime consegne sono state concluse nel 1990.
Successivamente su due esemplari sono stati montati dei motori a turboelica del tipo Pratt & Whitney Canada PW123AF con elica quadripala da 2.380 shp (1.775 kW) , dando origine alla versione T (turboprop). Di questa non sono stati prodotti nuovi esemplari (di fatto non esiste una versione "215T", ma solo una "modifica"), ma la Canadair ha venduto i kit di aggiornamento per quelli esistenti, consistenti anche in una modifica aerodinamica al fine di ridurre gli effetti negativi del rinnovato flusso dell'elica.
Esiste anche una versione utility, in grado di trasportare 30 passeggeri in uno scompartimento oppure combi per 11 passeggeri, ma mantenendo una capacità operativa con i serbatoi anteriori.

## Operatività
Spinto da due potenti motori radiali a 18 cilindri, il velivolo è in grado di caricare mediante due sonde retraibili 5.443 lt di acqua in appena 12 secondi.
Partendo da terra può essere riempito di ritardante.
L'apertura di due portelloni permette lo sgancio del carico sull'obiettivo.

## Utilizzatori
È stato sicuramente il più diffuso aereo antincendio al mondo, fino alla sua sostituzione col CL-415; tra gli operatori Italia, con una flotta privata di tre velivoli della So.R.E.M. (in passato interessata alla gestione dei CL-415 della Protezione Civile), Francia (primo operatore in ordine di tempo), Spagna, Canada e Grecia. La sua duttilità fu subito riconosciuta grazie alla possibilità di rilasciare l'acqua dai portelloni sulle ali e non tutta insieme dalla pancia

### Civili
Canada
- Buffalo Airways

1 CL-215 ex Saskatchewan Public Safety Agency ricevuto ad aprile 2024, più ulteriori 4 in organico.
 Turchia
- Türk Hava Kurumu

9 CL-215 consegnati, sei dei quali in organico (ma in cattive condizioni), tre posti in vendita.

### Governativi
Canada
- Saskatchewan Public Safety Agency

6 CL-215T dotati di motori a turboelica in organico. 1 CL-215 con motori a pistoni ceduto alla Buffalo Airways ad aprile 2024.

### Militari
Grecia
- Polemikí Aeroporía

15 CL-215GR consegnati, 11 in servizio al marzo 2021. Tre degli undici Canadair CL-215GT ancora in servizio sono esemplari ex Aeronautica jugoslava acquistati di seconda mano a metà degli anni novanta.
 Jugoslavia
- Aeronautica jugoslava

3 CL-215 ceduti all'Aeronautica militare greca a metà anni novanta.
 Spagna
- Ejército del Aire

14 CL-215T acquistati negli anni novanta e tutti in servizio all'agosto 2020. Tutti i CL-215T sono in carico al 43 Grupo dell'Ejercito del Aire, ma sono di proprietà del Ministero dell'Agricoltura.

## Sviluppi

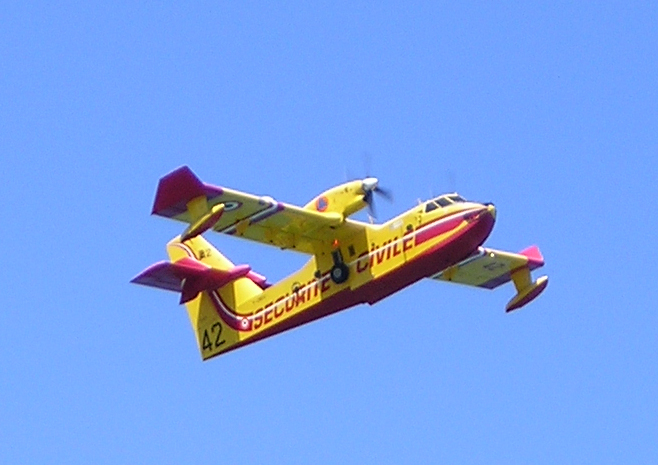
Un Bombardier 415 della Sécurité civile (la protezione civile) francese, riconoscibile dal pacchetto aerodinamico e dai nuovi motori, rispetto al 215

Dall'aggiunta di aggiornamenti aerodinamici e di nuovi motori turboelica Pratt & Whitney Canada PW123AF è nata la modifica T, nella quale è stata anche aggiornata l'avionica. Immutata la capacità del serbatoio interno.
Questa versione non è stata commercializzata perché il produttore si è concentrato sul nuovo modello CL-415, che oltre ai motori a turboelica comprendeva anche una avionica aggiornata ed aggiunte aerodinamiche all'estremità delle ali (winglet) e sui piani di coda (finlet) già presenti sul 215T.
Diciassette CL-215 sono stati portati allo standard T: di questi, 15 operano in Spagna e 2 in Québec.

## Cultura di massa
- In ambito cinematografico, il Canadair CL-215 compare nel film I mercenari 2.
- Un aereo antincendio Canadair è parte di una fake news che ciclicamente riporta di un sommozzatore risucchiato nell'aereo durante il carico in mare, e gettato poi sopra un incendio nella nube d'acqua, con tanto di fotomontaggio del lancio.[10][11][12][13]

## Velivoli comparabili
- Beriev Be-200
- Bombardier 415 (CL-415)
- Harbin SH-5